# Finland i olympiska sommarspelen 1932
Finland deltog med 40 deltagare vid de olympiska sommarspelen 1932 i Los Angeles. Totalt vann de fem guldmedaljer, åtta silvermedaljer och tolv bronsmedaljer.

## Medaljer

### Guld
- Hermanni Pihlajamäki - Brottning, fristil, fjädervikt.
- Väinö Kokkinen - Brottning, grekisk-romersk stil, mellanvikt.
- Lauri Lehtinen - Friidrott, 5 000 meter.
- Volmari Iso-Hollo - Friidrott, 3 000 meter hinder.
- Matti Järvinen - Friidrott, spjutkastning.

### Silver
- Kyösti Luukko - Brottning, fristil, mellanvikt.
- Väinö Kajander - Brottning, grekisk-romersk stil, weltervikt.
- Onni Pellinen - Brottning, grekisk-romersk stil, lätt tungvikt.
- Volmari Iso-Hollo - Friidrott, 10 000 meter.
- Ville Pörhölä - Friidrott, släggkastning.
- Matti Sippala - Friidrott, spjutkastning.
- Akilles Järvinen - Friidrott, tiokamp.
- Heikki Savolainen - Gymnastik, räck.

### Brons
- Bruno Ahlberg - Boxning, weltervikt.
- Aatos Jaskari - Brottning, fristil, weltervikt.
- Eino Leino - Brottning, fristil, fjädervikt.
- Lauri Koskela - Brottning, grekisk-romersk stil, fjädervikt.
- Lauri Virtanen - Friidrott, 5 000 meter.
- Lauri Virtanen - Friidrott, 10 000 meter.
- Armas Toivonen - Friidrott, maraton.
- Eino Penttilä - Friidrott, spjutkastning.
- Heikki Savolainen - Gymnastik, mångkamp.
- Mauri Nyberg-Noroma, Ilmari Pakarinen, Heikki Savolainen, Einari Teräsvirta och Martti Uosikkinen - Gymnastik, mångkamp.
- Einari Teräsvirta - Gymnastik, räck.
- Heikki Savolainen - Gymnastik, barr.